# Atomosia puella
Atomosia puella es una especie de mosca del género Atomosia, de la familia Asilidae, orden Diptera.

## Distribución
Se distribuye por América del Norte.

## Taxonomía
Fue descrita por Wiedemann en 1828 y publicada en Wiedemann, C.R.W. (1828) Aussereuropäische zweiflügelige Insekten. Als Fortsetzung des Meigenschen Werks. Erster Theil. Schulz, Hamm. xxxii + 608 pp., 7 pls.